# Списък на хора, загинали при самолетна катастрофа

## Подреждане по азбучен ред
А – Б – В – Г – Д – Е – Ж – З – И – Й – К – Л – М – Н – О – П – Р – С – Т – У – Ф – Х – Ц – Ч – Ш – Щ – Ъ – Ю – Я

## А
- Абдул Салам Ариф (род. 1921 г.) – президент на Ирак, загинал на 13 април 1966 г. при катастрофа на правителствен хеликоптер в Ирак.
- Албена Петрова – българска гимнастичка, загива при самолетна катастрофа на 16 март 1978 г. край Враца по дестинацията София – Варшава.
- Александър Лебед (род. 1950 г.) – руски генерал и политик, губернатор на Красноярск, загинал при катастрофа на хеликоптер на 28 април 2002 г. Около инцидента има неизяснени обстоятелства.
- Александър Онасис (род. 1948 г.) – единствен син на милиардера Аристотел Онасис, загива на 23 януари 1973 г. при катастрофа на частния си самолет на летището в Атина, около смъртта има неизяснени факти.
- Алия (род. 1979 г.) – американска поп-певица, актриса и модел, загинала на 25 август 2001 г. при катастрофа на частен самолет край Маями (Флорида).
- Алфредо Ле Пера (род. 1900 г.) – аржентински поет, загинал на 24 юни 1935 г. в Меделин, Колумбия.
- Анна Янтар (род. 1950) – полска естрадна певица, загинала на 14 март 1980 г. при катастрофа на пътнически самолет, пътуващ от Ню Йорк за Варшава и готвещ се да се приземи в близост до летище „Окенче“.
- Антоан дьо Сент-Екзюпери (род. 1900 г.) – френски писател, лицензиран като пилот през 1921 г., участва като пилот във Втората световна война и загива по време на боен полет на 31 юли 1944 г. на неизвестно място в Южна Франция.
- Арт Шол (род. 1931 г.) – американски пилот; кариерата му започва като военен пилот, по-късно става инструктор и продължава като авиокаскадьор, загива на 16 септември 1985 г. по време на снимките на филма Top Gun.

## Б
- Бартелеми Боганда (род. 1910 г.) – министър-председател на ЦАР до смъртта си на 29 март 1959 г. при самолетна катастрофа.
- Борис Трайковски (род. 1956 г.) – македонски политик, загинал на 26 февруари 2004 г. като президент на Република Македония при катастрофа на правителствен самолет по време на полет след международна икономическа конференция в Босна и Херцеговина.

## В
- Ген. Владислав Сикорски (род. 1881 г.) – полски висш военен и държавник, министър-председател през периода 1922 – 1923 г. и на полското правителство в изгнание след 30 септември 1939 г., загива малко след излитане от Гибралтар след инспекция на полски военни части на 4 юли 1943 г.

## Д
- Даг Хамаршелд (род. 1905 г.) – шведски политик и дипломат, втория генерален секретар на ООН, на който пост загива на 18 септември 1961 г. край Ндола (Северна Родезия, дн. Замбия) при катастрофа на самолет на ООН.
- Джон Митчел (род. 1879 г.) – бивш кмет на Ню Йорк, първият политик загинал при самолетна катастрофа на 6 юли 1918 г. по време на тренировъчен полет в Луизиана.

## Ж
- Жувенал Хабиаримана (род. 1937 г.) – президент на Руанда от 1973 г. до смъртта си на 6 април 1994 г., когато загива в самолетна катастрофа край Кигали при неизяснени обстоятелства с частния си самолет, в който лети и новоизбрания президент на Бурунди Сиприен Нтариамира. Някои лидери на руандийското племе хуту обвиняват за катастрофата бунтовници от племето тутси и организират геноцид, при който биват избити стотици хиляди тутси.
- Жулиета Шишманова (род. 1936 г.) – българска треньорка по художествена гимнастика, загива при самолетна катастрофа на 16 март 1978 г. край Враца по дестинацията София – Варшава.

## К
- Карлос Гардел (род. 1890 г.) – аржентински музикант.
- Карлос Круз (род. 1937 г.) – световен шампион по бокс от Доминиканска република през 1968 и 1969 г. в лека категория, загива при самолетна катастрофа на пътнически самолет DC-9, пътуващ до Пуерто Рико.
- Катя Попова (род. 1924 г.) – именита българска оперна артистка, загива на 24 ноември 1966 г. в катастрофата на български Ил-18, излитащ от Братислава за Прага.
- Семейство Кенеди – при самолетни катастрофи загиват:
  - Джоузеф Кенеди – по-възрастен брат на президента Джон Кенеди – на 12 август 1944 г.
  - Катлин Кавендиш – сестра на президента Д. Кенеди – на 13 март 1948 г.
  - Джон Кенеди Джуниър – син на президента Д. Кенеди – на 16 юли 1999 г., заедно със съпругата си Каролин и нейната сестра Лорън Бесет;
- Колин МакРий (род. 1968 г.) – световен рали – шампион загина в катастрофа с личния си вертолет, заедно със синът си Джони на 16 септември 2007.

## Л
- Лех Качински (род. 1949 г.) – президент на Полша. Загива при самолетна катастрофа край Смоленск с правителствения самолет Ту-154.

## М
- Марилия Мендонса (род. 1995 г.) – бразилска певица, загинала на 5 ноември 2021 г. при катастрофа на малък пътнически самолет на път за Каритинга, Минас Жераис.
- Мелани Торнтън (род. 1967 г.) – американска и германска поп-певица, загинала на 24 ноември 2001 г. при катастрофа на пътнически самолет край Цюрих (Швейцария).
- Мохамед бин Ладен (род. 1908) – саудитски бизнесмен, баща на Осама бин Ладен, загива при самолетна катастрофа със самолета на фирмата си на 3 септември 1967 г.
- Мохамед Зия (род. 1924 г.) – президент на Пакистан от 1978 г. до трагичната си смърт си на 17 август 1988 г., когато загива при излитане на президентския самолет Херкулес след инспекция в Пенджаб.

## Н
- Нено Цонзаров (род. 1942 г.) – телевизионен режисьор в Националната телевизия на Германската демократична република (ГДР). Режисирал забавни програми и в БНТ. Загива на 10 януари 1984 г. край с. Кривина, близо до летище Враждебна при полет от Берлин на авиокомпания „Балкан“.

## О
- Омар Торихос (род. 1929 г.) – диктатор на Панама от 1968 г. до смъртта си на 31 юли 1981 г. при експлозия на самолета, в който пътува в страната.
- Отбори:
  - Отборът на ФК Торино – загиват на 4 май 1949 г. при завръщане със самолет от Лисабон.
  - Част от отбора на Манчестър Юнайтед – загиват на 6 февруари 1958 г. при излитане на самолета от заледената писта в Мюнхен.
  - Националният отбор на САЩ по фигурно пързаляне, включително близки на състезателите и треньори, загиват при самолетна катастрофа край Брюксел на 15 февруари 1961 г.
  - Националният отбор на Куба по фехтовка, включително и цялото ръководство – загиват на 6 октомври 1976 г. в самолетна катастрофа по дестинацията Гвиана – Тринидад и Тобаго – Барбадос – Ямайка – Хавана, станала при излитане на кубинския самолет от Сиуел (Барбадос).
  - Българският национален отбор по художествена гимнастика – при самолетна катастрофа на 16 март 1978 г. край Враца по дестинацията София – Варшава
  - Националният отбор на Замбия по футбол – загиват на 28 април 1993 г. при излитане на самолета от летището в Габон.
  - Хокейният отбор на Локомотив Ярославъл – на 7 септември 2011 г.
  - Футболният отбор на бразилския Чапекоенсе – на 28 ноември 2016 г. при полет до Меделин (Колумбия)

## П
- Патси Клайн (род. 1932 г.) – американска кънтри-певица, загинала на 5 март 1963 г. при катастрофа на частен самолет над Тенеси.
- Паша Христова (род. 1946 г.) – българска поп-певица, загинала на 21 декември 1971 г. при излитане на пътнически самолет от летище София.

## Р
- Раймон дьо Ларош (род. 1886 г.) – французойка, първата жена – лицензиран пилот, загива при тестване на нов модел самолет на 19 юли 1919 г.
- Рамон Магсайсай (род. 1907 г.) – трети президент на Филипините през периода от края на 1953 г. до трагичния инцидент на 17 март 1957 г., когато отлита от столицата за провинцията с президентския самолет и катастрофира край Себу.
- Рене Бариентос (род. 1919 г.) – президент на Боливия от 1964 г. до смъртта си на 27 април 1969 г., когато загива при катастрофа на хеликоптер.
- Ричи Валънс (род. 1941 г.) – американски рок-певец от мексикански произход, загинал на 3 февруари 1959 г. при катастрофа на 4-местен самолет при чартърен полет в Айова.
- Роки Марчиано (род. 1923 г.) – американски боксьор, световен шампион в тежка категория от 1952 до 1956 г., загива на 3 август 1969 г. при катастрофа на малък частен самолет над Айова.
- Румяна Стефанова – българска гимнастичка, загива при самолетна катастрофа на 16 март 1978 г. край Враца по дестинацията София – Варшава.

## С
- Самора Машел (род. 1933 г.) – президент на Мозамбик от 1975 г. до трагичния инцидент на 19 октомври 1986 г., когато президентския самолет катастрофира на границата със Есватини.
- Сиприен Нтариамира (род. 1955 г.) – президент на Бурунди за 1 ден, тъй като на следващия ден след избора (6 април 1994 г.) загива в самолетна катастрофа край Кигали с президента на Руанда Жувенал Хабиаримана.
- Станке Димитров (род. 1889) – български комунистически политик, загива в самолетна катастрофа край Брянск (Русия) на 26 август 1944 г. на път за България.
- Стиви Рей Вон – Блус и рок китарист, загива в хеликоптерна катастрофа на 25 август 1990 на връщане от концерт в Уисконсин.

## Т
- Томас Селфридж (род. 1882 г.) – първият американски военен пилот, загива на 17 септември 1908 г. по време на демонстрация.

- Теори Заваски (род. 1948 г.) – висш магистрат от Върховния федерален съд на Бразилия, загива на 19 януари 2017 г. по време на полет от Сао Пауло до курорта Парати в щата Рио де Жанейро.

## У
- Умберто де Аленкар Кастело Бранко (род. 1897 г.) – президент на Бразилия от 15 април 1964 г. до 15 март 1967 г., умира в самолетна катастрофа на 18 юли 1967 г. близо до Форталеза, Сеара, Бразилия.

## Х
- Хайме Ролдос (род. 1940 г.) – президент на Еквадор от 1979 г. до смъртта си на 24 май 1981 г., когато загива в самолетна катастрофа при неизяснени обстоятелства.
- Хариет Кимби (род. 1875 г.) – първата американка – лицензиран пилот, загива при неизяснени обстоятелства на 1 юли 1912 г., пилотирайки двуместен самолет.

## Ч
- Чарлз Ролс (род. 1877 г.) – британски предприемач, съосновател на компанията Rolls-Royce Motors, лицензиран пилот, той е първия английски пилот загинал при пилотиране на самолет на 12 юли 1910 г.